# Stójka (kynologia)

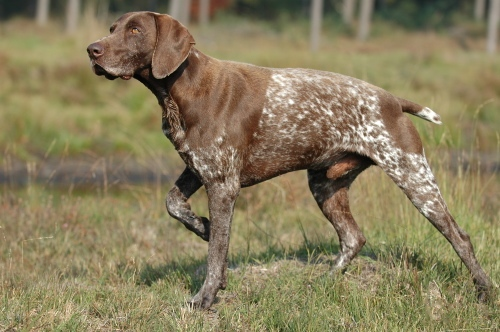
Wyżeł niemiecki krótkowłosy wykonujący stójkę

Stójka – wystawianie zwierzyny; pozycja przyjmowana przez psy myśliwskie, przede wszystkim wyżły, wskazująca myśliwemu miejsce, skąd pies wywęszył zwierzę. Podczas wykonywania stójki pies zamiera w bezruchu i najczęściej podnosząc jedną z łap, w ogromnym napięciu i skupieniu ustawia się w kierunku wystawianego zwierzęcia. Niektóre psy wykonują stójkę stojąc, inne w półsiadzie, a jeszcze inne – warując. Umiejętność koncentracji i czas wykonywania stójki to tak zwana twardość stójki.